# Harriet Martineau

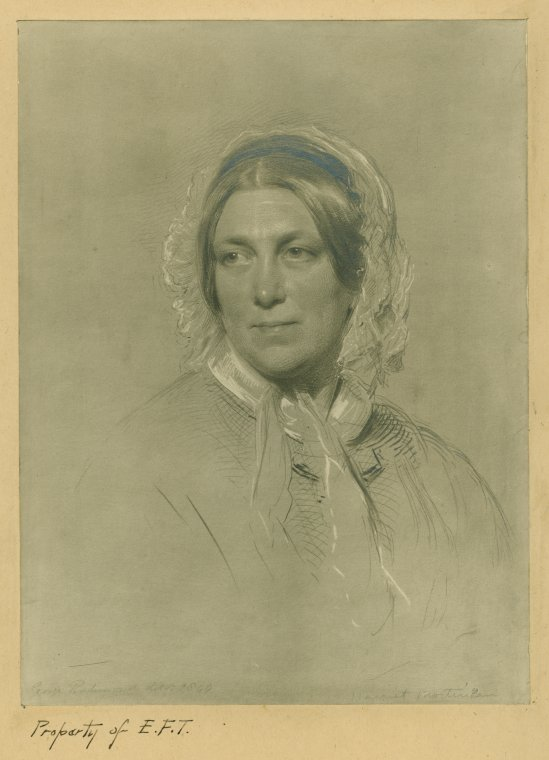
Harriet Martineau

Harriet Martineau (* 12. Juni 1802 in Norwich, Norfolkshire; † 27. Juni 1876 bei Ambleside, Westmoreland, Grafschaft Cumbria) war eine britische Schriftstellerin, die in allgemeinverständlicher Sprache die reformbewussten politischen und naturwissenschaftlichen Ideen ihrer Zeit in zahlreichen Zeitungsartikeln und Büchern darlegte. Sie gilt als frühe Vorkämpferin für Frauenrechte und wird oft als erste feministische Soziologin bezeichnet.

## Herkunft und Jugend
Harriet Martineau entstammte einer Familie, die der Großvater Gaston Martineau (Hugenotte) nach seiner Flucht aus Frankreich im protestantischen England begründete. Ihre Eltern waren der Tuchfabrikant Thomas Martineau und Elizabeth Martineau, geb. Rankin. Der jüngere Bruder James Martineau wurde später einer der renommiertesten Religionsphilosophen seiner Zeit.
Ihre Kindheit beschrieb sie als schwer und von Krankheit und Nervosität geprägt. Nicht nur Tast- und Geschmacksempfinden waren beeinträchtigt, auch machte sich im 12. Lebensjahr eine Schwerhörigkeit bemerkbar, die sie ihr Leben lang begleitete. Während ihre Brüder eine umfassende Schulausbildung mit anschließender Studienmöglichkeit bzw. Berufsausbildung erhielten, wäre für sie – wie auch für ihre Schwestern – die damals übliche Frauenrolle vorgegeben gewesen. Nach Besuch der Mädchenschule erhielt sie aber eine weitergehende Unterrichtung und Anregung durch unitarische Geistliche. Für kirchliche Blätter schrieb sie erste Beiträge für Kinder und über das Schul- und Armenwesen. Dadurch eröffnete sich ihr eine literarische Laufbahn.

## Leben und Werk
Ein großer Erfolg war das 1832 bis 1834 erschienene neunbändige Werk Illustrations of Political Economy, in dem sie Fragen der Nationalökonomie im Sinne von Malthus und Ricardo populärwissenschaftlich erläuterte. Ihr sozialreformerisches Wirken war vom Utilitarismus von Bentham und Mill beeinflusst.
Von 1834 bis 1836 unternahm Martineau eine Reise durch Nordamerika. Aus dieser Zeit stammt ihre Freundschaft zu Margaret Fuller. Nach ihrer Rückkehr lebte sie in London, wo sie in Intellektuellenkreisen verkehrte, die den freiheitlichen Whigs nahestanden. Aus diesem reformerischen Umfeld heraus prangerte sie die Sklaverei, die Korruption des Klerus und die Benachteiligung von Frauen an.
Durch ihre Artikel und Bücher konnte Martineau ihren Lebensunterhalt bestreiten. Während Darwins spätere Biographen Desmond und Moore ihre volkstümliche Sprache kritisierten, versicherten Darwins Schwestern schon in Briefen an ihn, der vor Feuerland mit dem Forschungsschiff Beagle ankerte, sie verschlängen die „kleinen Bücher“ der „großen Londoner Gesellschaftslöwin“ mit Genuss. Als Martineau 1837 Darwin traf und ihm aus dem Entwurf ihres Romans Deerbrook vorlas, zeigte er sich ebenfalls von ihrer „flüssigen Prosa“ angetan, die sie aus dem Ärmel zu schütteln schien und nie zu korrigieren brauchte. Eine längere Liebesbeziehung unterhielt Martineau zu Darwins älterem Bruder Erasmus. Sie machte die Bekanntschaft zahlreicher Berühmtheiten, darunter Malthus, der sie für die Popularisierung seiner Ideen ausdrücklich lobte. Zu Martineaus (Brief-)Freundinnen zählten Florence Nightingale und Charlotte Brontë.
Bereits 1838 hat sich Martineau in ihrem Werk How to Observe Morals and Manners mit dem methodischen Einbezug von Kindern in wissenschaftliche Studien beschäftigt und deren Notwendigkeit betont. Ihrer Ansicht nach muss der Forschende Kinder untersuchen, wann immer er sie trifft. Dabei sei eine aktive Untersuchung von Bedeutung, bei dem der Forschende ergänzend zur Beobachtung auch mit den Kindern interagiert. Martineau weist deutlich darauf hin, dass die Einflüsse des Elternhauses bedeutende Auswirkungen auf die Kinder hat und dies genauer untersucht werden müsse. Nicht in Vergessenheit geraten, darf bei der Untersuchung von Kindern, dass das Verhalten von den sozialen Gegebenheiten, sprich dem gesellschaftlichen Umfeld abhängt.

## Martineau als feministische Soziologin
Die Stellung der Frauen im Viktorianischen Zeitalter war geprägt durch das Fehlen von Bürgerrechten. Sie durften beispielsweise nicht wählen, keine Universitäten besuchen oder in irgendeiner Weise sonst am öffentlichen Leben teilhaben. Frauen wurden nur auf ihre Rolle als Mutter und Ehefrau reduziert. Die Werte in dieser Zeit basierten insbesondere auf der Lehre der Kirche. Die Stellung der Frauen war also geprägt durch religiöse Werte, den angenommenen biologischen Unterschieden zwischen den zwei Geschlechtern sowie durch die sich verändernden Voraussetzungen der sich entwickelnden Wirtschaft.
Martineaus Rolle in der damalig entstehenden Frauenbewegung könnte als etwas zurückhaltender bezeichnet werden. Das zeigt sich beispielsweise daran, dass Martineau eher an eine Reform der bestehenden Normen als eine Revolution der Gesellschaft appellierte. Manche Feministinnen der damaligen Zeit waren radikaler eingestellt. Am Anfang ihrer Karriere hat sich Martineau nicht klar zu der Frauenbewegung bekannt. Oft gab sie sich nicht als Frau zu erkennen und beteiligte sich nicht aktiv an feministischen Kampagnen. Beispielsweise hatten Martineaus Aussagen Einfluss auf die Society for Promoting the Employment of Women, die 1859 gegründet wurde, jedoch war sie an der Kampagne nicht beteiligt. 1864 war das erste Mal, als sie sich klar einem feministischen Unternehmen, dem Contagious Diseases Act, zugehörig zeigt.
Dennoch kann Martineau als Feministin bezeichnet werden, denn in zwei ihren bekanntesten Werken (Society in America und How to Observe Morals and Manners) äußert sie sich klar feministisch.
In dem Kapitel über die Analyse des „Domestic State“ in How to Observe Morals and Manners findet sich ein Abschnitt über die Heirat. Laut Martineau ist die Auseinandersetzung mit der Heirat eine der wichtigsten Dinge, die der Beobachter oder die Beobachterin hinsichtlich des häuslichen Zustandes einer Gesellschaft untersuchen sollte. Sie behauptet, dass sich in keinem anderen Teil der Gesellschaft die Korruption der Gesellschaft so tief manifestiert wie sie es in der Heirat tut. In der Heirat zeigt sich die Ungleichheit von Mann und Frau ganz deutlich. Martineau kritisiert deutlich, dass Frauen als minderwertiger Teil in diesem Pakt angesehen werden, obwohl beide Personen gleiche Interessen haben, also auch als gleichwertige Teile angesehen werden sollten. Überdies ist es interessant, dass sie sagt, dass es in dieser Zeit fast kein Land gab, in dem es innerhalb der Heirat tatsächliche Gleichberechtigung gab.
Außerdem bemängelt Martineau in How to Observe Morals and Manners, dass Frauen nicht die Möglichkeiten haben, gut bezahlte Berufe auszuüben. Allein die Erwerbstätigkeit im häuslichen Kontext wird ihnen zugetraut. Berufe wie beispielsweise als Näherin sind zudem immer schlechter bezahlt als Berufe, die von Männern ausgeführt werden dürfen. So sind Frauen immer finanziell abhängig von ihren Ehemännern. Die einzige Lösung, die Martineau sieht, ist die unabhängige Erwerbsarbeit.
In Society in America untersucht Martineau die Gesellschaft des damaligen Amerikas. Dabei beäugt sie auch die Stellung der Frauen kritisch. Im Kapitel „Women“ wird dies deutlich. Hier kritisiert sie die Falschheit des damaligen Amerikas. Dieses Land ist stolz darauf die Prinzipien von Freiheit, Gleichheit und Demokratie zu gewährleisten. Gleichzeitig werden aber die Hälfte der Mitglieder der Gesellschaft, nämlich die Frauen, von diesen Prinzipien ausgeschlossen. Den Frauen wird ihre Freiheit genommen, beziehungsweise wurde sie ihnen schon immer verwehrt. Martineau äußert sich negativ über die Behandlung der Frauen in Amerika. Die intellektuellen Fähigkeiten der Frauen werden eingeschränkt, ihre Gesundheit ruiniert und all ihre Stärken bestraft. Ironischerweise rühmt sich aber genau diese Gesellschaft ihrer guten Behandlung des weiblichen Geschlechts. Den Frauen werden ihre Rechte genommen und „indulgence is given her as a substitute for justice“ (Martineau 1981, S. 292). Statt den Frauen die Rechte zu gewähren, die allen Menschen zustehen sollten, werden sie durch den Luxus und Genuss eine Frau zu sein ersetzt. Dieser Luxus bezieht sich beispielsweise auf das Verhalten der Gentlemen ihnen gegenüber oder dass sie finanziell von ihren Männern ausgehalten werden.
Wie in How to Observe Morals and Manners kritisiert Martineau in Society in America auch wieder das fehlende Recht der Frauen auf Bildung. In diesem Werk werden ihre Vorwürfe aber stärker. Sie kritisiert stark, dass das Benutzen des Intellekts der Frauen von der Gesellschaft als unpassend oder gar gefährlich angesehen wird. Da den Frauen keine Bildungswege offenstehen, wie auch in England der damaligen Zeit, bleibt nur der Fokus auf Heirat als Lösungsweg.
Zusammenfassend kann man sagen, dass Harriet Martineau zu Recht als feministische Soziologin bezeichnet wird. In zwei ihren bekanntesten Werken, How to Observe Morals and Manners und Society in America, setzt sie sich kritisch mit der Position der Frau in der Gesellschaft auseinander. Dabei erkennt sie, dass die Ursache der untergeordneten Stellung der Frau in sozialen und gesellschaftlichen Gründen liegt und nicht in biologischen. Außerdem hat sie mit anderen Frauen im Viktorianischen Zeitalter eine wichtige Basis für den weiteren Verlauf des Feminismus geschaffen.

## Krankheit
Auf einer weiteren Reise 1839 nach Italien erkrankte sie schwer. Sie suchte den Beistand ihres Schwagers Thomas Michael Greenhow, der sich als Arzt in Tynemouth bei Newcastle upon Tyne niedergelassen hatte. Man diagnostizierte einen Unterleibstumor mit einer Überlebensrate von fünf Jahren. Während sie gegen die Schmerzen Opiate nahm, erhoffte sie auch vom Mesmerismus Heilung. Nach Ablauf der fünf Jahre ließ sie sich 1845 in der Nähe der Schriftsteller William Wordsworth und Matthew Arnold, mit denen sie befreundet war, ein eigenes Haus (The Knoll) in Ambleside/Cumbria errichten, wo sie noch rund 30 Jahre lebte. Sie galt nun als genesen und setzte ihre schriftstellerische Arbeit fort, schrieb auch regelmäßige Beiträge für die Londoner Daily News, wozu auch Übersetzungen aus dem Französischen gehörten. Eine freie Bearbeitung von Auguste Comtes Cours de philosophie positive erschien 1853. Daneben betrieb Martineau etwas Landwirtschaft, hielt im Winter Kurse für Arbeiter ab und vermietete ihren Landsitz an Sommergäste. Von ihren Fahrten durch England und Irland brachte sie Reisebeschreibungen mit. Das Ergebnis ihrer Orientreise 1846 war die Schilderung des Wandels der Weltreligionen.
Vermeintliche Herzbeschwerden führten 1856 zu der Diagnose, dass ihr Tumor wieder beträchtlich gewachsen war. Martineau wurde unter anderem von ihrer Nichte Maria (die allerdings 1864 an Typhus starb) und deren jüngerer Schwester Jane (Jenny) betreut. 1866 musste sie ihr Schreiben krankheitsbedingt einstellen. Vorher unterzeichnete sie wie viele andere prominente Vorkämpferinnen der Emanzipation eine Petition an das Londoner Parlament für das Frauenwahlrecht. Zehn Jahre darauf erlag sie einer Bronchitis.

## Werke
- Illustrations of taxation. No. I. The park and the paddock. A Tale; No. II. The tenth haycock; No. III. The jerseymen meeting. A tale; No. IV. The Jerseymen parting. A tale; No V. The scholars of Arneside, a tale, Charles Fox, 1834
- Illustrations of Political Economy. Vol. I. Life in the wilds; The hill and the valley; Brooke and Brooke farm; Vol. II. Demerara; Ella of Garveloch; Weal and woe in Garveloch; Vol. III. A Manchester strike; Cousin Marshall; Ireland; Vol. IV. Homes abroad; For each and for all; French wines and politics; Vol. V. The Charmeu sea; Berkeley the banker - part I; Berkeley the banker - part II; Vol. VI. mrssrs. Vanderput and Snoek; The loom and the lugger - part I; The loom and the lugger - part II; Vol. VII. Sowes not reapers; Cinnamon and pearls; A tale of the Tyne; Vol. VIII. Drier creek; The three ages; Vol. IX. The farrers of Budge-row; The moral of many fables, Charles Fox, 1834
- Miscellanies. Volume I; Volume II, Hilliard, Gray and Co., 1836
- Society in America. Vol. I; Vol. II, Paris, Beaudry's European Library, 1837, Neuauflage Cambridge University Press, 2009
- Retrospect of Western Travel. Vol. I; Vol. II, Saunders and Otley, 1838
- How to Observe Morals and Manners, Charles Knight and Co, 1838
- Deerbrook. A novel, London 1839 (Ausgabe 1858)
- The Hour and the Man. An Historical Romance. Vol. I; Vol. II, Harper & Brothers, 1841
- The Playfellow. Containing The Crofton Boys, Feats on the Fiord, The Settlers at Home, The Peasant and the Prince, Charles Knight, 1841 (Ausgabe 1905)
- Life in the Sickroom. Essays. By an invalid (= Harriet Martineau), Edward Moxon, 1844
- The Billow and the Rock, Charles Knight & C0, 1846
- Feats on the Fiord. A Tale of Norway. Charles Knight & Co., 1846
- Eastern Life. Present and Past. Lea and Blanchard, 1848. Complete in one volume
- Eastern Life. Present and Past, 3 Bände, Edward Moxon, 1848
- Household Education, Edward Moxon, 1849
- The History of the Thirty Years' Peace, A.D. 1816–1846. Vol. I (From 1816-1824); Vol. II (From 1824-1833); Vol. III (From 1830-1841); Vol. IV (From 1837-1846), 1849 (Ausgabe London, George Bell and Sons, 1877–1878)
- Letters from Ireland. John Chapman, 1852
- The positive philosophy of Auguste Comte Vol. I; Vol. II, 1853. Ausgabe: London, Kegan Paul, Trench, Trübner & Co, 1893. Freely translated and condensed nach Cours de philisophie positive von Auguste Comte
- England and her soldiers. Smith, Elder & Co., 1859
- Biographical sketches, 1852-1875. Macmillan & co., 1876
- Mit H. G. Atkinson: Letters on the Laws of Man’s Nature and Development, Chapman, 1851, Neuauflage Cambridge University Press, 2009
- The Positive Philosophy of Auguste Comte, von M. ausgewählt und übersetzt, 2 Bände, Chapman, 1853, Neuauflage Cambridge University Press, 2009
- Harriet Martineau's autobiography. Vol I; Vol. II; Vol. III, Smith, Elder & Co, 1877. With memorials by Maria Weston Chapman
- Deborah Anna Logan (Hrsg.): The Collected Letters Of Harriet Martineau. Pickering and Chatto, London 2007.
- Martineau, Harriet. 1989. How to Observe Morals and Manners. New Brunswick: Transaction Publishers.
- Martineau, Harriet. 1981. Society in America. New Brunswick: Transaction Publishers.